# Joseph Alsop
Joseph Wright Jr. Alsop (Avon, 11 ottobre 1910 – Washington, 28 agosto 1989) è stato un giornalista statunitense.
Fu per lungo tempo giornalista del New York Herald Tribune col fratello Stewart Alsop.

## Opere
- The 168 Days (1938) con Turner Catledge
- Men Around the President (1939) con Robert Kintner
- American White Paper: The Story of American Diplomacy and the Second World War (1940) con Robert Kintner
- We Accuse! The Story of the Miscarriage of American Justice in the Case of J. Robert Oppenheimer (1954) con Stewart Alsop
- The Reporter's Trade (1958) with Stewart Alsop
- FDR, 1882–1945: A Centenary Remembrance (1982)
- "I've Seen the Best of It": Memoirs (1992) con Adam Platt
- From the Silent Earth: A Report on the Greek Bronze Age (1964)
- The Rare Art Traditions: The History of Art Collecting and Its Linked Phenomena Wherever These Have Appeared (1982)